# Raymond Chandler

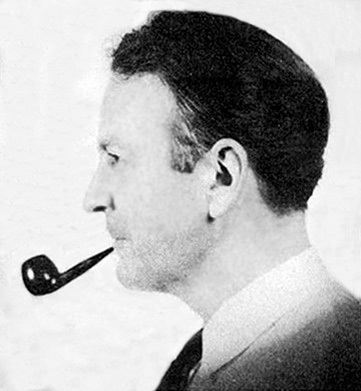
Raymond Chandler in 1943

Raymond Thornton Chandler (Chicago, 23 juli 1888 - La Jolla (Californië), 26 maart 1959) was een Amerikaans schrijver van detectiveverhalen en -romans. Zijn bekendste titels zijn The Big Sleep en The Long Goodbye, beide met Philip Marlowe als hoofdpersoon. Samen met Dashiell Hammett en James M. Cain  (de Californische School) geldt hij als een van de vaders van het 'hard-boiled' detectivegenre. Hij schreef slechts 7 misdaadromans en ruim 24 korte verhalen, die tot klassiekers uitgroeiden en van grote invloed waren op andere schrijvers, zoals Ross Macdonald. Hij wordt "de Shakespeare van de hard-boiled fictie" genoemd.

## Korte biografie
Geboren in Chicago verhuisde hij in 1895 op zevenjarige leeftijd - na de scheiding van zijn ouders - met zijn moeder Florence naar Engeland. Daar bezocht hij in Londen het 'Dulwich College Preparatory School' en studeerde vervolgens Internationaal Recht in Frankrijk en Duitsland. In 1907 werd hij tot Brits staatsburger genaturaliseerd, teneinde het 'Civil Service'-examen (voor Britse ambtenaren) af te kunnen leggen. Hij slaagde en kreeg een baan bij de admiraliteit, waar hij ruim een jaar diende. In deze periode publiceerde hij zijn eerste gedicht. Na zijn tijd als ambtenaar werkte Raymond Chandler als journalist, en bleef gedichten schrijven in laat-romantische stijl.
In 1912 keerde hij terug naar de Verenigde Staten en werd daar opgeleid tot boekhouder en accountant. In 1917 nam hij dienst in het Canadese leger, werd in 1918 overgeplaatst naar de RAF en vocht in Frankrijk. Toen hij naar de VS terugkeerde, verhuisde hij naar Los Angeles en had een relatie met de 18 jaar oudere Pearl Cecily "Cissy" Hurlburt, met wie hij in 1924 huwde. In 1932 bracht Chandler het zelfs tot vicepresident van het Dabney Oil Syndicate, maar hij raakte deze prestigieuze baan in de petroleumindustrie weer kwijt wegens overmatig drankgebruik.
Hij leerde zichzelf pulpverhalen schrijven om brood op de plank te hebben, en zijn eerste verhaal werd in 1933 gepubliceerd in Black Mask Magazine. Zijn eerste detectiveroman, "The Big Sleep", werd gepubliceerd in 1939 (later herhaaldelijk verfilmd met o.a. Humphrey Bogart en Robert Mitchum).
Chandler werkte tevens een tijdlang als scenarist in Hollywood als gevolg van het succes van zijn misdaadromans, o.a. in 1944 met regisseur Billy Wilder aan "Double Indemnity" (naar het boek van James M. Cain), en schreef  enkele filmscenario's, waaronder "The Blue Dahlia" (1946, zijn enige originele scenario), en "Strangers On A Train" (1951), naar het boek van Patricia Highsmith en verfilmd door Alfred Hitchcock. The Blue Dahlia is alles wat nog rest van de roman waar Chandler tussen The Lady in the Lake en The Little Sister aan werkte.
Zijn vrouw Cissy overleed op 12 december 1954 en Chandler, wiens hart gebroken was, greep weer naar de fles. Zijn schrijven ging achteruit, zowel in kwaliteit als in kwantiteit. In februari 1955 deed hij een poging tot zelfmoord. Hij overleed uiteindelijk op 70-jarige leeftijd aan een longontsteking.